# كارثة تشيرنوبل
كارثة تشيرنوبل (1) هي حادثة نووية إشعاعية كارثية وقعت في المفاعل رقم 4 من محطة تشيرنوبل للطاقة النووية. في يوم السبت 26 أبريل من عام 1986، قرب مدينة بريبيات في شمال أوكرانيا السوفيتية، وتعد أكبر كارثة نووية شهدها العالم. حدثت عندما كان ما يقرب من 200 موظف يعملون في مفاعل الطاقة النووي (1,2,3) بينما كان يتم إجراء عملية محاكاة وتجربة في الوحدة الرابعة التي وقع فيها الانفجار. كما ساهم عامل بنية المفاعل في الانفجار حيث أن التحكم في العملية النووية كان يتم بأعمدة من الجرافيت.
في حين أن رئيس الفريق انتبه إلى الخطر وحاول إغلاق المفاعل مما يجعل أعمدة الجرافيت تنزل في قلب المفاعل وتبطئ من سرعة التفاعل النووي وتخفض الحرارة، إلا أن هذه الطريقة جعلت الحرارة تزداد لوهلة قبل أن تشرع في الانخفاض. وبما أن المولد كان غير مستقر والدورة الحرارية مشوشة من آثار الاختبار، كان هذا هو العامل الذي أدى إلى اعوجاج أعمدة الجرافيت وعدم إمكانية إسقاطها في قلب المفاعل وجعل الحرارة ترتفع بشكل كبير وتشعل بعض الغازات المتسربة وتتسبب في الانفجار. نتج الخلل عن تراكم أخطاء بشرية وقلة خبرة مهندسين شبان قاموا بالمناوبة تلك الليلة. وأدى ذلك إلى حدوث اضطراب في إمدادات الطاقة في جمهورية أوكرانيا السوفيتية، كما أدى إلى إغلاق المصانع وتعطل المزارع وبلغت الخسائر المادية ماقيمته أكثر من ثلاثة مليارات دولار أمريكي. وقد لقي 36 شخصاً مصرعهم وأصيب أكثر من 2000 شخص. وتم اغلاق المفاعل نهائياً عام 2002.
وعقب الانفجار أعلنت السلطات في أوكرانيا أن منطقة تشرنوبل «منطقة منكوبة» والتي تشمل مدينة بربيات التي أنشأت عام 1970 لإقامة العاملين في المفاعل وتم إجلاء أكثر من 100 ألف شخص من المناطق المحيطة بالمفاعل. وبعد حدوث الانفجار بدأت عمليات دفن وتغليف المفاعل بالخرسانة المسلحة لمنع تسرب الإشعاع الناجم عنه والذي أدى إلى وفاة عدد كبير في السنوات اللاحقة متأثرين بالإشعاع وخاصة أمراض سرطان الغدة الدرقية. إلا أنه في الأعوام الأخيرة لوحظ تشقق في الغلاف الخرساني لذلك هناك دراسات لعمل غلاف جديد أكثر سماكة وأفضل عزلاً. وربما كان قيام الاتحاد السوفييتي بالإعلان عن حدوث هذا الانفجار على أراضيه، ثم طلب المعونة من دول العالم، أحد مظاهر التغيير في سياسة الدولة التي كانت تتزعم الكتلة الشيوعية ولا تكشف عن مثل تلك الأحداث فيها أبداً.

## خلفية

### تبريد المفاعل في أثناء انقطاع التيار الكهربائي
في الحالة المستقرة، يُستخرج جزء كبير من الطاقة (أكثر من 6%) من مفاعل نووي من حرارة الاضمحلال لنواتجه الانشطارية المتراكمة لا من الانشطار. يستمر هذا التسخين لبعض الوقت بعد توقف التفاعل التسلسلي (مثلًا بعد حدوث إطفاء طارئ سريع للمفاعل) والتبريد الفعال مطلوب لمنع حدوث انصهار للب. تستخدم مفاعلات آر بي إم كي المستخدمة في تشيرنوبل الماءَ مبرِّدًا. تضمن المفاعل رقم 4 في تشيرنوبل نحو 1,600 قناة وقود فردية، كل منها يحتاج إلى دفق سائل تبريد بمقدار 28 طنًا (28,000 لتر أو 7,400 غالون أمريكي) في الساعة.
لما كانت مضخات التبريد تحتاج إلى الكهرباء ووجب تشغيلها لبعض الوقت بعد الإطفاء الطارئ للمفاعل في حال انقطاع شبكة الطاقة، كان لكل مفاعل من مفاعلات تشيرنوبل ثلاثة مولدات ديزل احتياطية. يمكن للمولدات الاحتياطية أن تبدأ بالعمل في غضون 15 ثانية، ولكنها استغرقت 60-75 ثانية لتصل للسرعة الكاملة، وتوليد 5.5 ميغاواط من الطاقة المطلوبة لعمل مضخة واحدة.
يشكل هذا التأخير لمدة دقيقة واحدة خطرًا كبيرًا على السلامة. افتُرض أن القصور الدوراني المخزن للعنفات البخارية وضغط البخار المتبقي يمكن استخدامهما لتوليد الطاقة الكهربائية المطلوبة لتغطية هذه الفجوة. أشار التحليل إلى أن هذا قد يكون كافيًا لتوفير الطاقة الكهربائية لتشغيل مضخات التبريد لمدة 45 ثانية، أي لا يسد الفجوة تمامًا بين انقطاع التيار الخارجي والتوافر الكامل لمولدات الطوارئ.

### اختبار السلامة
كان من الضروري إثبات هذه القدرة تجريبيًا، وقدانتهت الاختبارات السابقة بالفشل. أشار اختبار أولي أجري في عام 1982 إلى أن جهد الإثارة للمولد التوربيني كان غير كافٍ، إذ لم يحافظ على المجال المغناطيسي المطلوب بعد توقف التوربين. عُدل النظام وكُرر الاختبار في عام 1984 لكن ثبت أنه غير ناجح مرة أخرى. في عام 1985، أجري اختبار للمرة الثالثة، ولكنه أسفر عن نتائج سلبية أيضًا. كان من المقرر إجراء الاختبار مرة أخرى في عام 1986، وكان من المقرر أن يحدث ذلك في أثناء إطفاء لصيانة المفاعل رقم 4.
لم يكن برنامج الاختبار يمثل مشكلة في حد ذاته، مع أن توثيقه لإجراءات السلامة لن يفي بمتطلبات المعايير الحديثة. ولكن، لم يكن مطورو برنامج الاختبار على علم بسلوك مفاعل آر بي إم كي 1000 غير المعتاد في ظل ظروف التشغيل المخطط لها. كان يُنظر إليه على أنه اختبار كهربائي بحت، لا اختبار وحدة معقد، مع أنه تضمن أنظمة وحدات حرجة. وفقًا للوائح المعمول بها في ذلك الوقت، لم يتطلب مثل هذا الاختبار موافقة أي من المصمم الرئيسي للمفاعل (نيكيت)، أو المدير العلمي، أو هيئة الرقابة النووية السوفييتية. يتطلب الاختبار تعطيل بعض أنظمة السلامة (على وجه الخصوص، نظام تبريد النواة في حالات الطوارئ، ونظام التبريد غير الفعال/الفعال الذي يهدف إلى تأمين المياه إلى النواة في حالة فقدان المبرد)، والحصول على موافقة خاصة من رئيس المهندسين حسب اللوائح.
كان تسلسل الإجراء التجريبي من المفترض أن يُنفذ على النحو الآتي:
1. كان من المقرر أن يعمل المفاعل عند مستوى طاقة منخفض، بين 700 ميغاواط و800 ميغاواط
2. كان من المقرر تشغيل المولد التوربيني البخاري بأقصى سرعة
3. عندما تُنجز هذه الشروط، ستُغلق إمدادات البخار للمولد التوربيني
4. كان من المقرر تسجيل أداء المولد التوربيني لتحديد ما إذا كان بوسعه توفير الطاقة الكافية لمضخات التبريد حتى تعمل مولدات الديزل الخاصة بحالات الطوارئ وتؤمن الطاقة لمضخات التبريد تلقائيًا
5. بعد وصول مولدات الطوارئ إلى سرعة التشغيل والجهد السويَّين، سيُسمح للمولد التوربيني بالاستمرار بدوران العجلة الحرة حتى التوقف
6. كان من المقرر الانتهاء من إيقاف المفاعل للصيانة

### تأخير الاختبار وتغيير نوبة العمل
كان من المقرر إجراء الاختبار خلال النوبة النهارية في 25 من أبريل عام 1986 كجزء من إغلاق المفاعل المقرر. أُرشد طاقم المناوبة النهارية مقدمًا بشأن ظروف عمل المفاعل لإجراء الاختبار، بالإضافة إلى وجود فريق خاص من المهندسين الكهربائيين لإجراء اختبار الدقيقة الواحدة للنظام الجديد لضبط الجهد فور الوصول إلى الظروف الصحيحة. كما هو مخطط، بدأ التخفيض التدريجي في خرج وحدة الطاقة في الساعة 01:06 في 25 أبريل، ووصل مستوى الطاقة إلى 50% من مستواه الحراري الاسمي البالغ 3200 ميغاواط بحلول بداية نوبة النهار.
نفذت النوبة النهارية العديد من مهام الصيانة غير المتعلقة بالاختبار، وكان من المقرر إجراء الاختبار في الساعة 14:15، وقد أجريت الاستعدادات للاختبار، بما في ذلك تعطيل نظام تبريد النواة في حالة الطوارئ. في الوقت نفسه، توقفت محطة طاقة محلية أخرى بصورة غير متوقعة عن العمل، وفي الساعة 14:00، طلبت وحدة التحكم في الشبكة الكهربائية في كييف تأجيل خفض إنتاج تشيرنوبل، إذ كانت هناك حاجة إلى الطاقة لتلبية ذروة الطلب المسائي. وافق مدير مصنع تشيرنوبل، وأجل الاختبار.
سرعان ما استُبدلت بالنوبة النهارية النوبة المسائية. على الرغم من التأخير، تُرك نظام تبريد النواة في حالة الطوارئ متوقفًا؛ فُصل بواسطة صمام انزلاقي عازل يدوي ما يعني عمليًا أن شخصين أو ثلاثة أمضوا النوبة بالكامل يدوّرون يدويًا عجلات الصمام الذي حجمه بحجم دفة المركب الشراعي. لن يكون للنظام أي تأثير على الأحداث التي وقعت بعد ذلك، ولكن السماح بتشغيل المفاعل لمدة 11 ساعة خارج الاختبار دون حماية من الطوارئ يشير بصورة عامة إلى مستوى منخفض من ثقافة السلامة.
في الساعة 23:04، سمحت وحدة تحكم شبكة كييف بإيقاف تشغيل المفاعل. كان لهذا التأخير بعض العواقب الوخيمة: كانت النوبة النهارية قد غادرت منذ فترة طويلة، والنوبة المسائية تستعد أيضًا للمغادرة، ولن تبدأ مناوبة النوبة الليلية حتى منتصف الليل. وفقًا للخطة، كان من المفترض الانتهاء من الاختبار خلال النوبة النهارية، وكان على النوبة الليلية فقط الحفاظ على أنظمة تبريد حرارة الاضمحلال، أي بمعنى أخر المحطة متوقفة.
كان لدى النوبة الليلية وقت محدود للغاية للتحضير وتنفيذ التجربة. كان أناتولي دياتلوف، نائب رئيس المهندسين لمحطة تشيرنوبل للطاقة النووية بكاملها، حاضرًا للإشراف على التجربة وتوجيهها؛ نظرًا إلى أنه كان الأعلى رتبة بين جميع الموظفين الإشرافيين الموجودين، فإن أوامره وتعليماته تطغى على أي اعتراضات من كبار الموظفين الموجودين في أثناء الاختبار وإعداده. كان ألكسندر أكيموف، الذي خدم تحت إشراف دياتلوف، رئيس النوبة الليلية، وكان ليونيد توبتونوف المشغل المسؤول عن النظام التشغيلي للمفاعل، بما في ذلك حركة قضبان التحكم. كان توبتونوف مهندسًا شابًا عمل بصورة مستقلة كبيرًا للمهندسين لمدة ثلاثة أشهر تقريبًا.

### انخفاض غير متوقع في طاقة المفاعل
تطلبت خطة الاختبار خفضًا تدريجيًا في إنتاج الطاقة من المفاعل رقم 4 إلى مستوى حراري 700-1000 ميغاواط، وقد تم الوصل إلى خرج مقداره 720 ميغاواط في الساعة 00:05 في 26 أبريل. بسبب إنتاج المفاعل منتجًا ثانويًا للانشطار، زينون 135، وهو ممتص نيوتروني مثبط للتفاعل المتسلسل، استمرت طاقة النواة بالانخفاض، وفي غياب تصرف المُشغل، حدثت عملية تُعرف باسم تسمم المفاعل. في أثناء تشغيل الحالة المستقرة، يتم تجنب حدوث هذا الأثر لأن الزينون 135 «يحترق» بالسرعة التي يتخلق فيها من تحلل اليود 135 عن طريق امتصاص النيوترونات من تفاعل السلسلة المستمر، ليصبح الزينون 136 عالي الاستقرار. مع انخفاض طاقة المفاعل، تحللت كميات كبيرة من اليود 135 المُنتج سابقًا وأعطت الزينون 135 الذي يمتص النيوترونات بشكل أسرع من قدرة تدفق النيوترون المُخفض وقتها على حرقه.

## تسلسل أحداث الكارثة
كارثة تشيرنوبل تصنف عالمياً كأسوأ كارثة للتسرب الإشعاعي والتلوث البيئي شهدتها البشرية حتى الآن وصنفت ككارثة نووية من الدرجة الـ 7. وقعت الكارثة في السادس والعشرين من أبريل/نيسان 1986 في القسم الرابع من مفاعل محطة تشرنوبل بالقرب من مدينة بريبيات في أوكرانيا التي كانت حينذاك واحدة من جمهوريات الاتحاد السوفياتي السابق. وحدثت الكارثة عند إجراء الخبراء بالمحطة تجربة لاختبار أثر انقطاع الكهرباء عليها، وأدى خطأ في التشغيل بعد إغلاق توربينات المياه المستخدمة في تبريد اليورانيوم المستخدم وتوليد الكهرباء إلى ارتفاع حرارة اليورانيوم بالمفاعل الرابع إلى درجة الاشتعال.
وتسبب هذا في انصهار قلب المفاعل الرابع وحدوث انفجارين كبيرين أعقبهما اشتعال النيران بكثافة في هذا المفاعل، وحملت الحرارة والدخان الناتجان من النيران المشتعلة المواد المشعة إلى السماء لمسافة كيلومتر واحد بالمنطقة، وخلفت الانفجارات والحرائق سحابة قاتلة من الإشعاعات النووية انتشرت في أوكرانيا وجارتيها روسيا البيضاء وروسيا. وتجزأت سحابة الإشعاعات النووية إلى ثلاث سحابات أخرى ساعدت الرياح في حمل أولاهن إلى بولندا والدول الإسكندنافية والثانية إلى التشيك ومنها إلى ألمانيا والثالثة إلى رومانيا وبلغاريا واليونان وتركيا.

## الضحايا والخسائر
وتسبب انفجار المفاعل فور وقوعه بمصرع 31 من العاملين ورجال الإطفاء بالمحطة جراء تعرضهم مباشرة للإشعاع، وتباينت التقديرات حتى الآن بشأن العدد الحقيقي لضحايا هذه الكارثة، حيث قدرت الأمم المتحدة عدد من قتلوا بسبب الحادث بأربعة آلاف شخص، وقالت السلطات الأوكرانية إن عدد الضحايا يبلغ ثمانية آلاف شخص. وشككت منظمات دولية أخرى في هذه الأرقام وتوقعت وفاة ما بين عشرة آلاف وأكثر من تسعين ألف شخص نتيجة إصابتهم بسرطان الغدة الدرقية المميت. وتنبأت منظمة السلام الأخضر بوفاة 93 ألف شخص بسبب الإشعاعات الناشئة عن الحادث، وسجلت المنظمة الطبية الألمانية ضد الحرب النووية إصابة أربعة آلاف شخص في منطقة الحادث بسرطان الغدة الدرقية.
وذكرت المنظمة الألمانية أن المنطقة المحيطة بمفاعل تشرنوبل شهدت تصاعدا كبيرا في معدلات الإصابة بسرطان الغدة الدرقية أكثر من أي أنواع أخرى من السرطان ولا سيما بين من كانوا في سن 18 عاما وقت وقوع الكارثة. وأشارت إحصائية رسمية لوزارة الصحة الأوكرانية إلى إن 2.3 مليون من سكان البلاد ما زالوا يعانون حتى الآن بأشكال متفاوتة من الكارثة. كما تسببت حادثة مفاعل تشرنوبل في تلوث 1.4 مليون هكتار من الأراضي الزراعية في أوكرانيا وروسيا البيضاء بالإشعاعات الملوثة.

### بعد الكارثة
وعقب حدوث كارثة تشرنوبل أعلنت السلطات الأوكرانية المنطقة التي تشمل مدينة بريبيات منطقة منكوبة، وأقامت طوقا حولها لمسافة قطرها ثلاثون كيلومترا من مكان المفاعل، وأجلت أكثر من مائة ألف شخص من مساكنهم هناك. كما شملت الإجراءات التي نفذتها حكومة كييف دفن وتغليف المفاعل المعطوب بالخرسانة المسلحة، لمنع تسرب المزيد من الإشعاعات، غير أن هذا الغلاف تعرض في السنوات الأخيرة لتشققات. ونتيجة لهذه التشققات بدأت أوكرانيا بدعم مالي دولي بتشييد غلاف إضافي من الصلب، سيتكلف مليار دولار وقد انتهى العمل منه في سنة 2012 م. واستمر أحد مفاعلات تشرنوبل في إنتاج الكهرباء حتى عام 2000، وبعد عامين من هذا التاريخ تم إغلاق المحطة بالكامل.

### التداعيات والآثار المترتبة
خلفت كارثة تشيرنوبيل العديد من الآثار الصحية والبيئية التي تركت أثراً واضحاً على المنطقة المحيطة بالمفاعل. بالإضافة إلى تداعيات إشعاعية، حيث كان معظم الإشعاع المنتشر من المفاعل عبارة عن اليود-131 (I-131)، والسيزيوم-134 (Cs-134)، والسيزيوم-137 (Cs-137). يمتلك اليود-131 عمر نصف قصير نوعاً ما، حيث يصل إلى ثمانية أيام، لكن يتم بلعه بسرعة في الهواء، وعادةً ما يتوطن في الغدة الدرقية. تمتلك نظائر السيزيوم عمر نصف طويل (السيزيوم-137 يمتلك عمر نصف يصل إلى 30 سنة).

#### آثار صحية
من ضمن العاملين في تشرنوبل، فإنّ ثمانية وعشرين عامل لقوا حتفهم في الأشهر الأربعة التي تلت الحادثة، وذلك وفقاً للجنة التنظيمية النووية في الولايات المتحدة الأميركية (NRC). كانت الرياح في وقت الحادثة تتجه من الجنوب والشرق، مما أدى إلى انتشار الإشعاع في الشمال الغربي باتجاه بلاروسيا. في غضون ثلاثة أشهر من حادثة تشرنوبل فإنّ ما يقارب 31 شخص مات بسبب التعرض للإشعاع أو نتيجة الآثار المباشرة الأخرى للكارثة. تم في أوكرانيا، وبلاروسيا، وروسيا تقدير ارتباط ما يقارب 6000 حالة من سرطان الغدة الدرقية بالتعرض للإشعاع.

#### آثار بيئية
بعد تسرب الإشعاع في وقت قصير تم قطع العديد من الأشجار والغابات المحيطة بسبب مستويات الإشعاع العالية. وسميت المنطقة المحيطة بالمحطة النووية “الغابة الحمراء” وذلك لأنّ لون الأشجار تحول إلى لون زنجبيلي ساطع. في نهاية المطاف تم جرف ودفن الأشجار ضمن خنادق.

## الأعمال الدرامية
تشيرنوبيل (بالإنجليزية: Chernobyl)‏ هو مسلسل تلفزيوني درامي تاريخي قصير مكون من خمس حلقات، قام بكتابته كريج مازن وأخرجه يوهان رينك. أٌنتج المسلسل بشراكة بين شبكة إتش بي أو الأمريكية وشبكة سكاي البريطانية، تم عرض المسلسل لأول مرة في الولايات المتحدة في 6 مايو 2019، وفي المملكة المتحدة في 7 مايو 2019. وقد تلقى إشادة ملحوظة من قبل نقاد التلفزيون.

## وصلات خارجية
- تشرنوبل: 25 عاما على الكارثة والاثار لاتزال باقية (فيديو)، بي بي سي عربي، 7 أبريل 2011
- موقع الأمم المتحدة الخاص بتشيرنوبل

## هوامش
- 1 كارثة تشيرنوبيل (بالروسية: Черно́быльская ава́рия، بالأوكرانية: Чорнобильська катастрофа)